# Shirane-Klasse
Die Shirane-Klasse (japanisch しらね型護衛艦) war eine Klasse von zwei Helikopter-Zerstörern (DDH, jap. ヘリコプター搭載護衛艦, herikoputā tōsai goeikan) der japanischen Maritimen Selbstverteidigungsstreitkräfte (JMSDF). Die Schiffe waren als U-Boot-Jäger konzipiert, als Flaggschiffe für Zerstörerverbände eingerichtet und verfügten über ein großes Flugdeck.

## Entwicklung und Bau
Die Schiffe wurden Ende der 1970er-Jahre als neue U-Jagdschiffe für die japanische Marine konstruiert. Der Bau erfolgte ab 1977, ab 1980 diente das erste und ab 1981 das zweite Schiff in der JMSDF. Sie wurden zumeist als Flaggschiffe der japanischen U-Jagdflottillen eingesetzt, auch zur Begleitung amerikanischer Flugzeugträger wurden sie herangezogen.

## Einheiten
| Kennung | Name             | Bauwerft                   | Kiellegung       | Stapellauf         | Indienststellung | Außerdienststellung |
| ------- | ---------------- | -------------------------- | ---------------- | ------------------ | ---------------- | ------------------- |
| DDH-143 | Shirane (しらね) | Ishikawajima-Harima, Tokio | 25. Februar 1977 | 18. September 1978 | 17. März 1980    | 25. März 2015       |
| DDH-144 | Kurama (くらま)  | Ishikawajima-Harima, Tokio | 17. Februar 1978 | 20. September 1979 | 27. März 1981    | 22. März 2017       |

## Technik

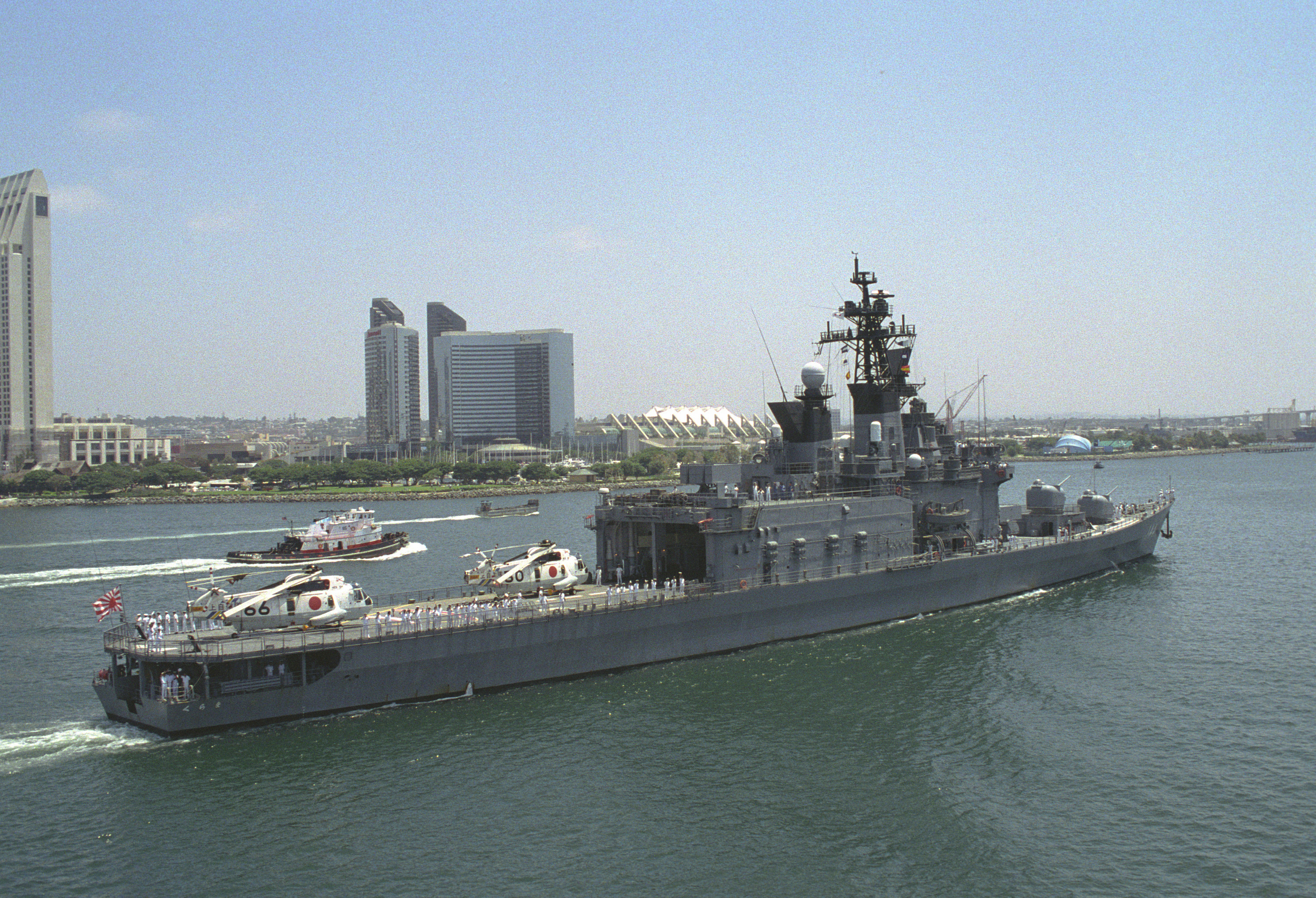
Heckansicht der Kurama, zu sehen das große Landedeck und der Hangar

### Rumpf und Antrieb
Der Rumpf eines Zerstörers der Shirane-Klasse ist 159 m lang und 17,5 m breit, der Tiefgang beträgt 5,3 m, die Verdrängung 7.500 ts. Die Decksaufbauten werden durch den großen Hubschrauberlandeplatz am Heck geprägt, der ein Drittel der Schiffslänge einnimmt. Das mittlere Drittel nimmt das Deckshaus aus, dessen hintere Hälfte den Hubschrauberhangar beherbergt.
Der Antrieb erfolgt durch zwei Getriebeturbinen, die ihre Leistung von 70.000 PS an zwei Wellen mit je einer Schraube abgeben. Der Dampf wird in zwei IHI-Kesseln mit 60 bar Druck erzeugt.

### Bewaffnung und Elektronik
Hauptbewaffnung sind neben dem Achtfach-ASROC-Starter vor der Brücke die beiden 5-Zoll-Mk.-42-Geschütze. Zur Luftabwehr verfügen die Schiffe über einen Achtfachstarter für RIM-7 Sea Sparrow auf dem Hangardach. Beidseits der Aufbauten befinden sich zwei ausschwenkbare HOS-301-Dreifachtorpedorohre für Mk.-46-Torpedos. Ende der 1980er-Jahre wurden beide Zerstörer außerdem mit je zwei Mk.-15-Phalanx-Nahbereichsverteidigungssystemen ausgerüstet.
Als Bordhubschrauber befanden sich ursprünglich drei Mitsubishi HSS-2B Sea Kings an Bord, diese wurden mittlerweile durch drei U-Jagdhubschrauber SH-60J ersetzt.
Als Luftaufklärungsradar verwenden die Schiffe ein OPS-12, das Navigationsradar ist ein OPS-28. Neben dem OQS-101-Bugsonar verfügt die Kurama auch über ein Schleppsonar.